# آدمک آزمایش تصادف
آدمک‌های تست تصادف که به آنها دامی گفته می‌شود، در واقع مدل‌هایی هستند که به منظور شبیه‌سازی رفتار بدن انسان در هنگام تصادفات رانندگی ساخته شده‌اند.
اولین آدمک‌های تست تصادف که توسط شرکت جنرال موتور آمریکا ساخته شدند، بسیار ساده و با بدنه ای از جنس فلز و یک روکش لاستیکی ساخته شده بودند و در داخل خودروها برای آزمایش تصادف قرار می‌گرفتند.
در آن زمان تنها با استفاده از فیلم‌برداری رفتار سرنشینان هنگام وقوع تصادف بررسی می‌شد.
با پیشرفت علم و همچنین نیاز به دقیق تر شدن آزمون ها، آدمک‌های تست تصادف هم بسیار دقیق تر شدند تا جایی که مشخصات اندامهای آنها به‌طور دقیق تری با استفاده از جامعه آماری انتخاب شدند و در ۳ صدک ۵، ۵۰ و ۹۵ با عنوان فرد کوتاه قد، متوسط و بلند ساخته شدند، این آدمک‌ها که به آنها نوع HYBRID III گفته می‌شود اندام هایی از جنس استیل در نقش استخوان و روکش‌های سیلیکونی مخصوص به عنوان بافت نرم بدن دارند و وزن هرکدام از اندام ها بسیار با دقت و مطابق شرایط واقعی شبیه‌سازی شده‌است
معمولاً یک دامی تست تصادف حدود ۴۰ سنسور مختلف از انواع سنسور نیرو، سنسور فشار دارند تا به دقت وضعیت اتفاق‌های محتمل برای اندامهای درونی انسان را شبیه‌سازی کنند
قبل از ساخت دامی‌های مجهز به سنسور، در بسیاری تست‌های تصادف از جنازه یا در برخی موارد نیز از افراد داوطلب استفاده می‌شد.
امروزه دامی‌های دیگری با توجه به انواع تست تصادف ساخته شدن اند از جمله دامی‌های نوع SID که مخصوص تصادف از پهلو هستند (side impact dummy) و دامی‌های نوع RID که مخصوص تصادف از عقب می‌باشند (rear impact dummy). جزئیات اندامها و نوع سنسورهای این دامی‌ها با انواع عادی آنها متفاوت است ملا دامی SID فاقد اندامهای آرن به پاسسن می‌باشد و در عوض دنده‌ها و لگن با جزئیات و دقت بالاتری ساخته شده‌اند
با پیشرفت علم مواد، آخرین نوع دامی‌ها به نام مدل THOR با استخوان بندی از جنس کامپوزیت و با سنسورهای بیشتر ساخته شده‌اند که البته همچنان دامی‌های استاندارد برای تست تصادف همان هیبرید۳ میباد ولی دامی THOR می‌تواند اطلاعات با جزئیات بیشتری به ما بدهد.

در ایران شرکت آزمون های ایمنی و کیفیت قطعات خودرو به عنوان اولین مرکز تست تصادف خاورمیانه تعدادی از انواع دامی‌های هیبرید ۳ و SID دارد و برای تست‌های تصادف از آن استفاده می‌کند. 

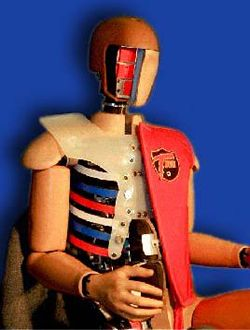
تور (THOR) دارای ابزاربندی پیچیده‌ای است که تصادف از روبرو را ارزشیابی می‌کند.

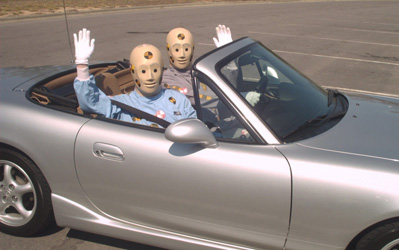
ونس و لری. ظاهر آدم‌وار آدمکهای تصادف آزمایی باعث انسان‌گونه شدن آنها شده‌است.

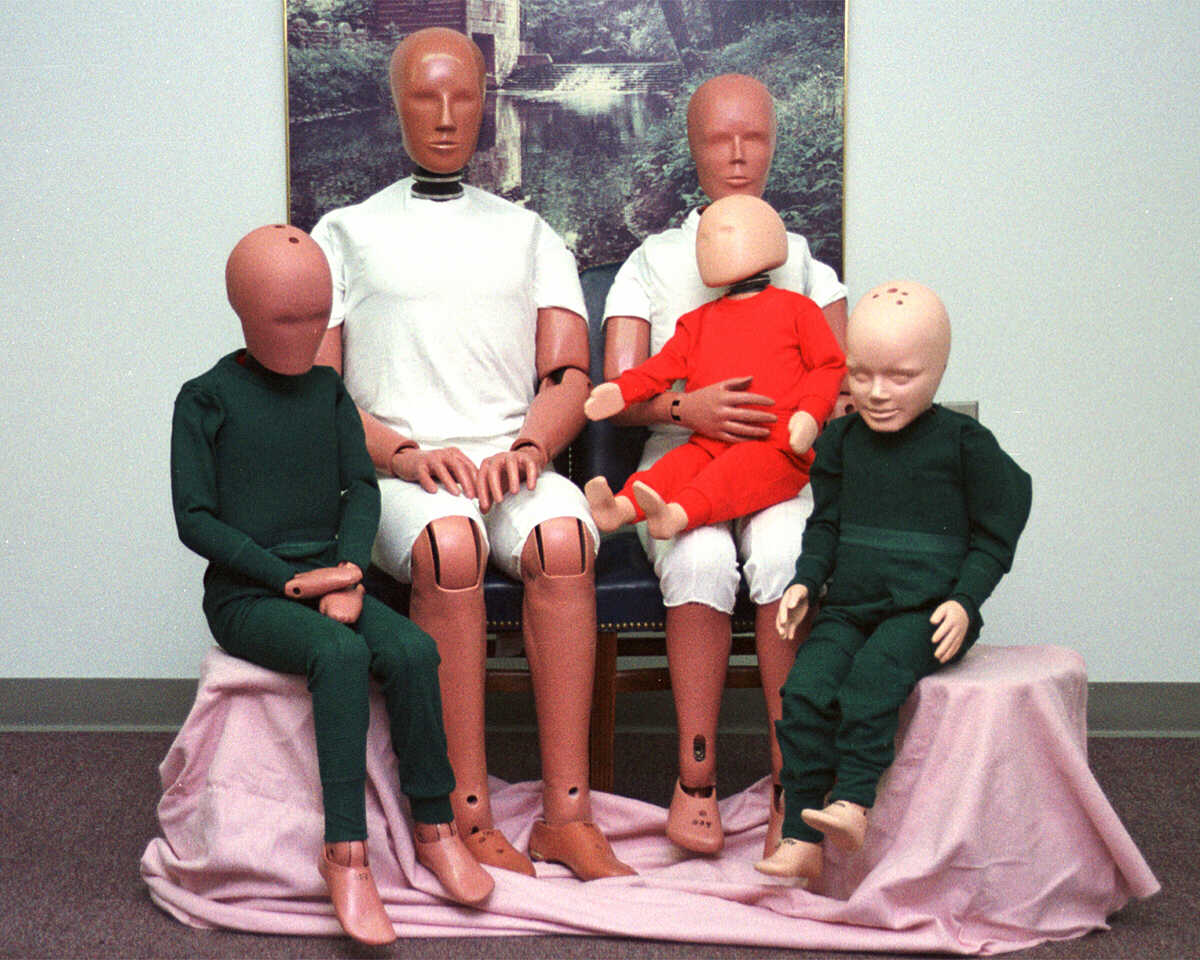
خانواده آدمک‌ها.

آدمک‌های آزمایش تصادف کپی تمام‌قد از بدن انسان هستند که برای شبیه‌سازی رفتار بدن انسان به هنگام تصادفات رانندگی، پروازی و غیره بکار می‌روند.
این آدمک‌ها از نظر وزن و لولابندی به گونه‌ای طراحی شده‌اند که تا اندازه دقیقی رفتار بدن انسان را بازسازی کنند. در این آدمک‌ها همچنین ابزاری برای سنجش سرعت برخورد، نیروی تخریب، مقدار تاشدگی،  سرعت چرخ بدن، و مقدار کاهش شتاب پس از تصادف تعبیه شده‌است.

## تاریخچه
در ۳۱ اوت سال ۱۸۶۹ میلادی، مری وارد اولین قربانی ثبت‌شده‌ی تصادف اتومبیل است؛ خودروی در حادثه، با نیرو بخار کار میکرد (تا سال ۱۸۸۶ میلادی هنوز اتومبیل بنزینی اختراع نشده بود). 
سی سال بعد، در ۱۳ سپتامبر سال ۱۸۹۹، هنری بلیس هنگامی که از یک تراموای شهر نیویورک پیاده می‌شد، بر اثر برخورد با یک وسیله‌ی نقلیه‌ی موتوری، اولین قربانی مرگبار خودرو در آمریکای شمالی تبدیل شد. نیاز به وسیله‌ای برای تجزیه و تحلیل و کاهش اثرات تصادفات وسایل نقلیه‌ی موتوری بر انسان‌ها، اندکی پس از آغاز تولید تجاری اتومبیل‌ها در اواخر دهه‌ی ۱۸۹۰میلادی احساس شد، و تا دهه‌ی ۱۹۳۰، زمانی که اتومبیل به بخش رایجی از زندگی روزمره تبدیل شد و تعداد مرگ و میرهای ناشی از وسایل نقلیه‌ی موتوری افزایش یافت. نرخ مرگ و میر از ۱۵.۶ کشته در هر ۱۰۰ میلیون مایل پیموده‌شده فراتر رفته و همچنان در حال افزایش بود.
در سال ۱۹۳۰، خودروها دارای داشبوردهای فلزی سخت، ستون‌ و فرمان غیرقابل جمع شدن و دستگیره‌ها، دکمه‌ها و اهرم‌های بیرون‌زده بودند. بدون کمربند ایمنی، سرنشینان در یک تصادف از جلو می‌توانستند به داخل خودرو یا از شیشه‌ی جلو به بیرون پرتاب شوند. بدنه‌ی خودرو به خودی خود سخت بود و ضربه مستقیماً به سرنشینان خودرو منتقل می‌شد.